# Görivågen
Görivågen är en sjö i Strömsunds kommun i Jämtland och ingår i Indalsälvens huvudavrinningsområde. Sjön har en area på 0,162 kvadratkilometer och ligger 298,1 meter över havet.

## Delavrinningsområde
Görivågen ingår i det delavrinningsområde (705837-147182) som SMHI kallar för Utloppet av Görivågen. Medelhöjden är 312 meter över havet och ytan är 1,92 kvadratkilometer. Det finns inga avrinningsområden uppströms utan avrinningsområdet är högsta punkten. Vattendraget som avvattnar avrinningsområdet har biflödesordning 3, vilket innebär att vattnet flödar genom totalt 3 vattendrag innan det når havet efter 209 kilometer. Avrinningsområdet består mestadels av skog (23 procent), öppen mark (23 procent) och jordbruk (36 procent). Avrinningsområdet har 0,16 kvadratkilometer vattenytor vilket ger det en sjöprocent på 8,4 procent.